# LIVE 2011: Get Your Sting and Blackout

LIVE 2011: Get Your Sting and Blackout est un double album live (le cinquième) du groupe de hard rock allemand Scorpions réunissant tous leurs plus grands tubes comme Still Loving You et Rock You Like a Hurricane. Get Your Sting & Blackout est aussi disponible en format blu-ray sous le nom de Live In 3D: Get Your Sting and Blackout comportant quelques chansons en plus.

## Liste des titres

### CD1
1. Ladies and Gentlemen (Introduction)
2. Sting in the Tail (Klaus Meine - Rudolf Schenker)
3. Make It Real (Rudolf Schenker - Herman Rarebell)
4. Bad Boys Running Wild (Rudolf Schenker - Herman Rarebell - Klaus Meine)
5. The Zoo (Rudolf Schenker - Klaus Meine)
6. Loving You Sunday Morning (Rudolf Schenker - Klaus Meine - Herman Rarebell)
7. The Best Is Yet To Come (Eric Bazilian - Fredrik Thomander - Anders Wikström - Rudolf Schenker)
8. Send Me an Angel (Rudolf Schenker - Klaus Meine)
9. Holiday (Rudolf Schenker - Klaus Meine)
10. Tease Me, Please Me (Matthias Jabs - Jim Vallance - Klaus Meine - Herman Rarebell)
11. Kottak Attak (James Kottak)

### CD2
1. Blackout (Rudolf Schenker - Klaus Meine - Herman Rarebell -Sonja Kittelsen)
2. Six String Sting (Matthias Jabs)
3. Big City Nights (Rudolf Schenker - Klaus Meine)
4. Still Loving You (Rudolf Schenker - Klaus Meine)
5. Wind of Change (Klaus Meine)
6. Rock You Like a Hurricane (Rudolf Schenker - Klaus Meine - Herman Rarebell)
7. When The Smoke Is Going Down (Rudolf Schenker - Klaus Meine)

### Blu-ray
1. Ladies and Gentlemen
2. Sting in the Tail (Klaus Meine - Rudolf Schenker)
3. Make It Real (Rudolf Schenker - Herman Rarebell)
4. Bad Boys Running Wild (Rudolf Schenker - Herman Rarebell - Klaus Meine)
5. The Zoo (Rudolf Schenker - Klaus Meine)
6. Coast To Coast (Rudolf Schenker)
7. Loving You Sunday Morning (Rudolf Schenker - Klaus Meine - Herman Rarebell)
8. The Best Is Yet To Come (Eric Bazilian - Fredrik Thomander - Anders Wikström - Rudolf Schenker)
9. Send Me an Angel (Rudolf Schenker - Klaus Meine)
10. Holiday (Rudolf Schenker - Klaus Meine)
11. Raised on Rock (en) (Mikael Nord Andersson, Martin Hansen - Klaus Meine)
12. Tease Me, Please Me (Matthias Jabs -Jim Vallance -Klaus Meine - Herman Rarebell)
13. Dynamite (Rudolf Schenker - Klaus Meine - Herman Rarebell)
14. Kottak Attak (James Kottak)
15. Blackout (Rudolf Schenker - Klaus Meine -Herman Rarebell - Sonja Kittelsen)
16. Six String Sting (Matthias Jabs)
17. Big City Nights (Rudolf Schenker - Klaus Meine)
18. Still Loving You (Rudolf Schenker - Klaus Meine)
19. Wind of Change (Klaus Meine)
20. Rock You Like a Hurricane (Rudolf Schenker - Klaus Meine -Herman Rarebell)
21. When The Smoke Is Going Down (Rudolf Schenker - Klaus Meine)

En somme, LIVE 2011: Get Your Sting and Blackout est une sorte de compilation live pour la fin de carrière du célèbre groupe.